# Rock of Cashel
Pour les articles homonymes, voir Cashel.
Le Rock of Cashel (en irlandais : Carraig Phádraig) est un des sites historiques majeurs de l'Irlande. Il est situé à l'ouest de la ville de Cashel, dans le comté de Tipperary et dans la province de Munster. Les bâtiments qui ornent le sommet du rock of Cashel présentent une grande complexité par la juxtaposition de très nombreuses époques. Cette complexité n’empêche pas le site d’avoir une unité et un charme sans égal. C’est un des principaux sites d’art celtique et d’architecture médiévale d’Europe. 

## L'histoire

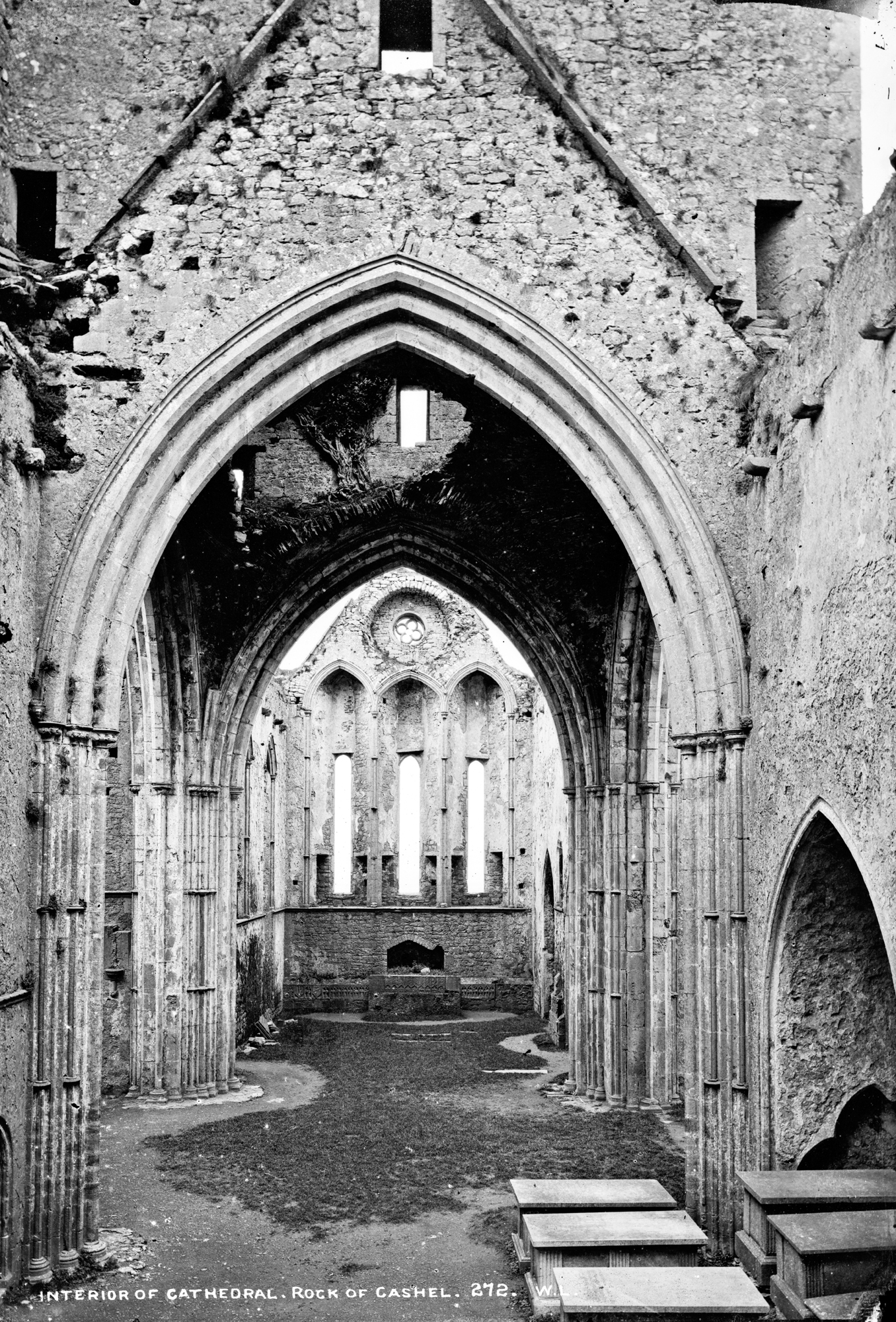
Vue avant 1914 de la chapelle.

Au Rock de Cashel, lors d'un sermon demeuré célèbre, Maewyn Succat, dit saint Patrick, montre une feuille de trèfle : « Voila la figure de la Trinité sainte ». Les figures de triades étaient familières à la religion celtique : le trèfle deviendra ainsi le symbole de l'Irlande. La légende raconte que c'est à ce moment-là que furent chassés tous les serpents du pays, action qui symbolise la conversion du peuple irlandais.
Du IVe siècle à l’année 1101, le Rock of Cashel, éperon calcaire haut de 60 mètres, pointe au milieu d'une prairie : c'est là-haut, dans ce château que les rois de Munster ont eu leur quartier général.  Saint Patrick, visitant les lieux en l'an 450, y baptisa le roi Aengus et ses frères. Depuis l'an 1101, le rocher est entre les mains de l'autorité ecclésiastique.
En 1172, au synode de Cashel, Henri II d'Angleterre force l'Irlande à se soumettre exclusivement à l'autorité de l'Église catholique romaine et met fin aux pratiques d'un christianisme celtique.

## Les monuments

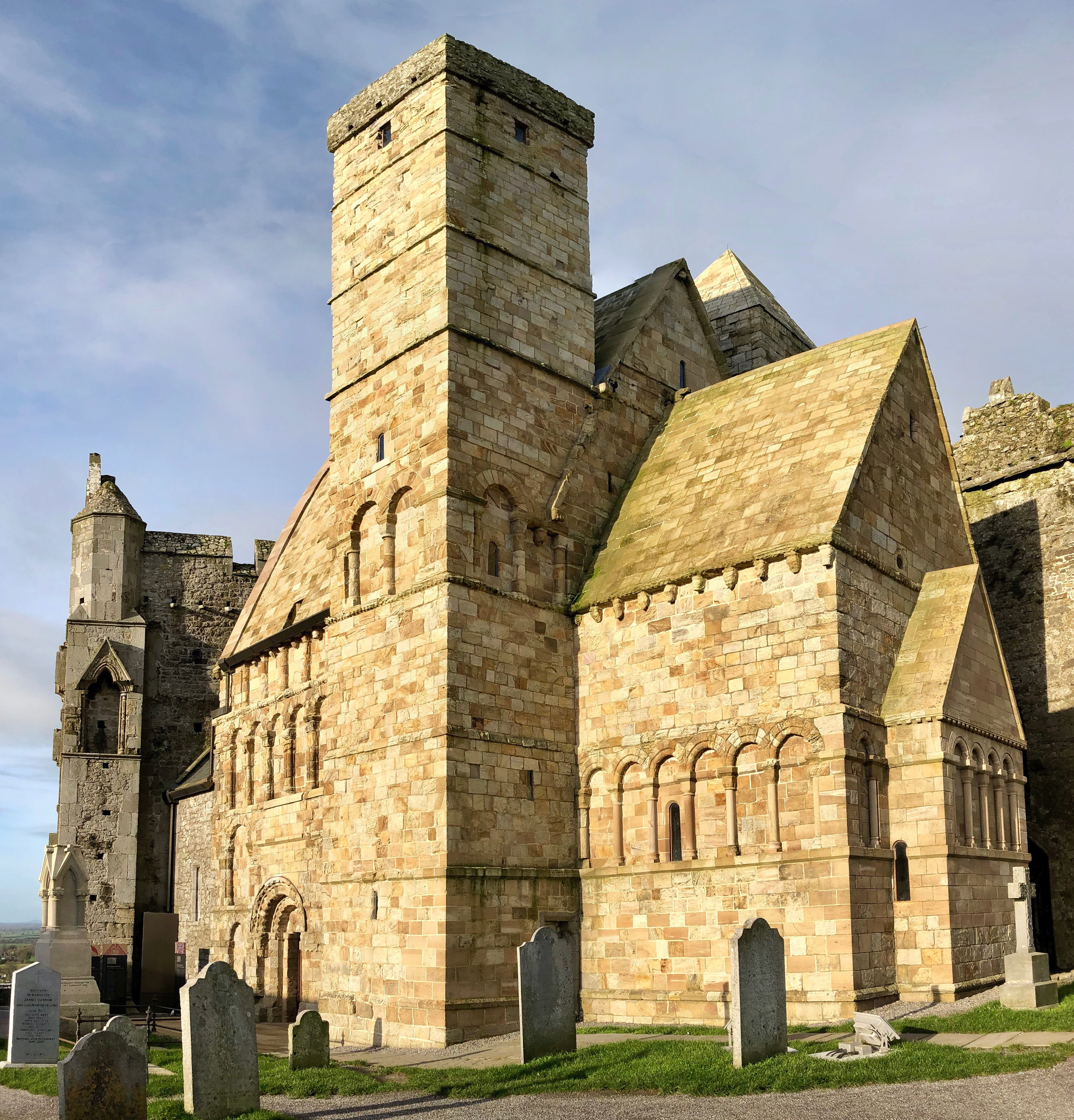
La chapelle.

De nos jours, du rocher de Cashel, de glorieuses ruines surveillent une campagne d'un vert enchanteur.     
- Le plus ancien monument de Cashel est la tour ronde, haute de 28 mètres et parfaitement conservée, datant d’environ 1100. Son entrée s'ouvre à 4 mètres du sol, ce qui serait dû essentiellement à la faible profondeur de ses fondations (moins d'un mètre), typique des tours rondes irlandaises. Construite originellement en pierres sèches, des travaux de conservation ont consisté à injecter du mortier à certains endroits, pour des raisons de sécurité.

- La chapelle du Roi Cormac (Cormac’s chapel), dont la construction a débuté en 1127 pour être consacrée en 1134, est l'édifice le plus remarquable du site. Sa structure est assez complexe, contrairement aux autres églises romanes d’Irlande, de plan plus simple. L'abbé de Ratisbonne avait envoyé deux charpentiers pour aider à la construction. Les deux tours jumelles, de chaque côté de la jonction  entre la nef et jubé, suggèrent une influence germanique, car cette configuration ne se retrouve pas ailleurs en Irlande. D'autres éléments remarquables concernent la présence de voûte en berceau, un tympan sculpté au-dessus de chacune des deux entrées (notamment l'entrée nord) et la voûte du jubé. On y trouve également l'une des fresques irlandaises les mieux conservées de cette période, malgré les dégradations dues à l'humidité.

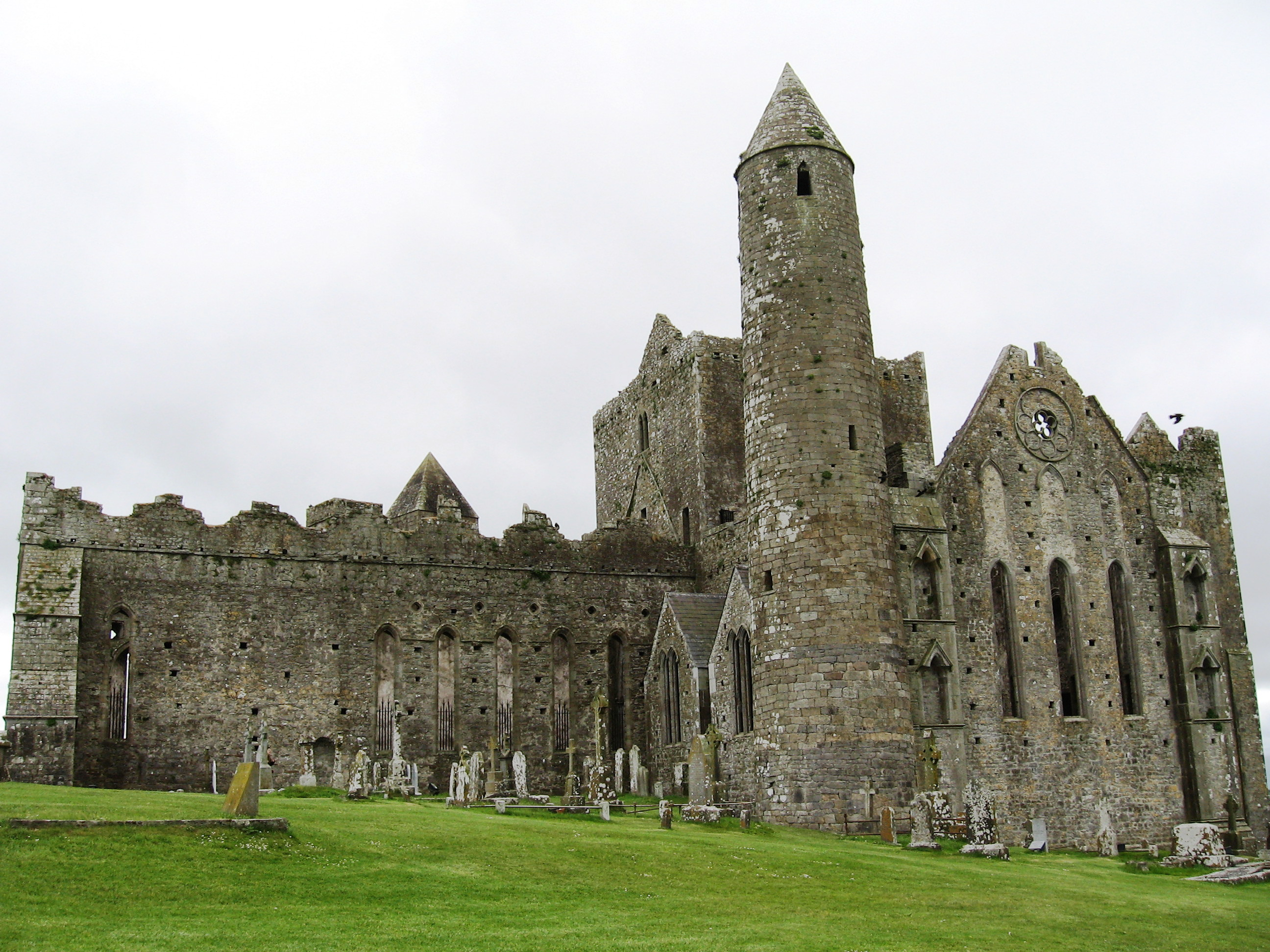
Tour ronde et cathédrale
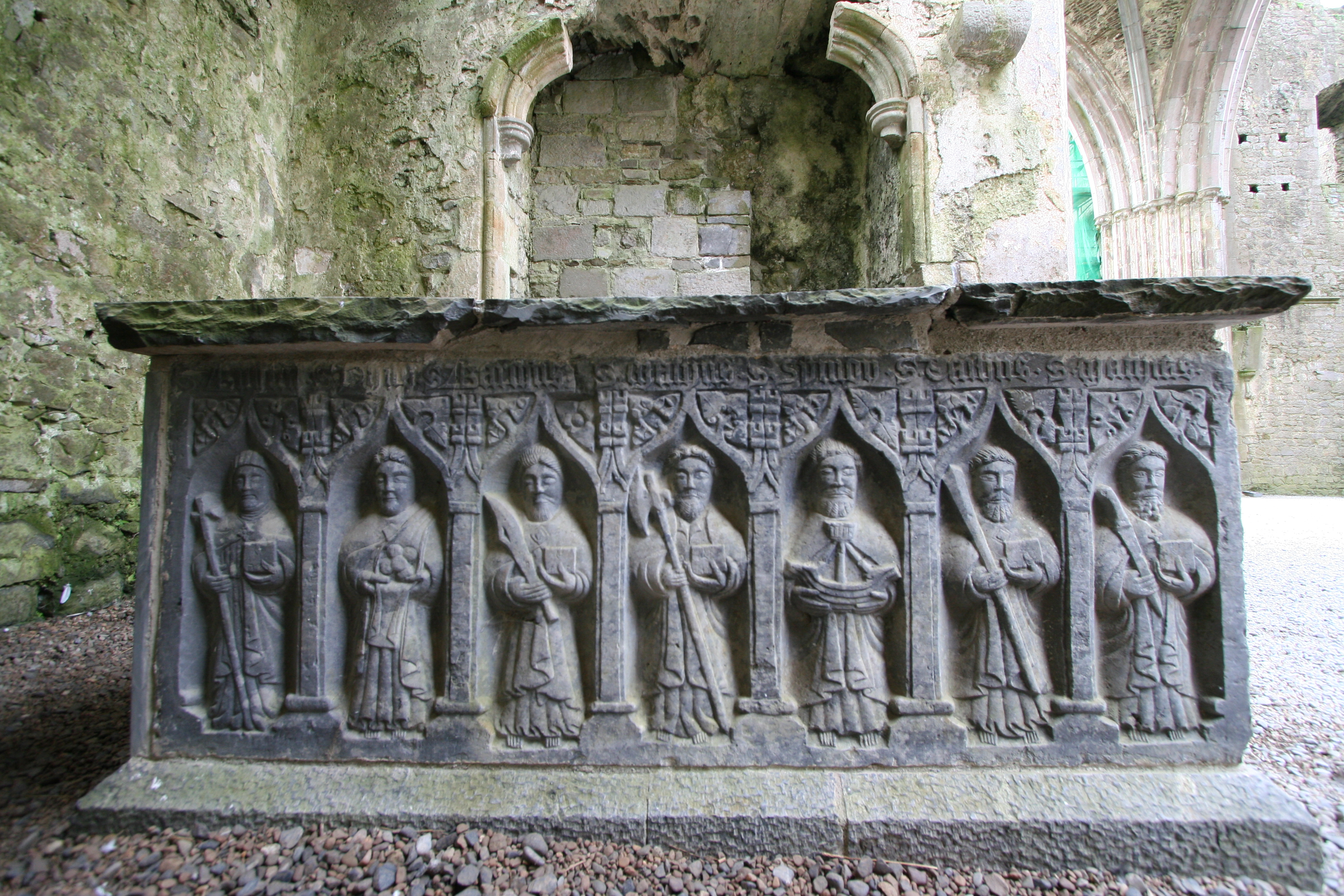
Tombeau sculpté
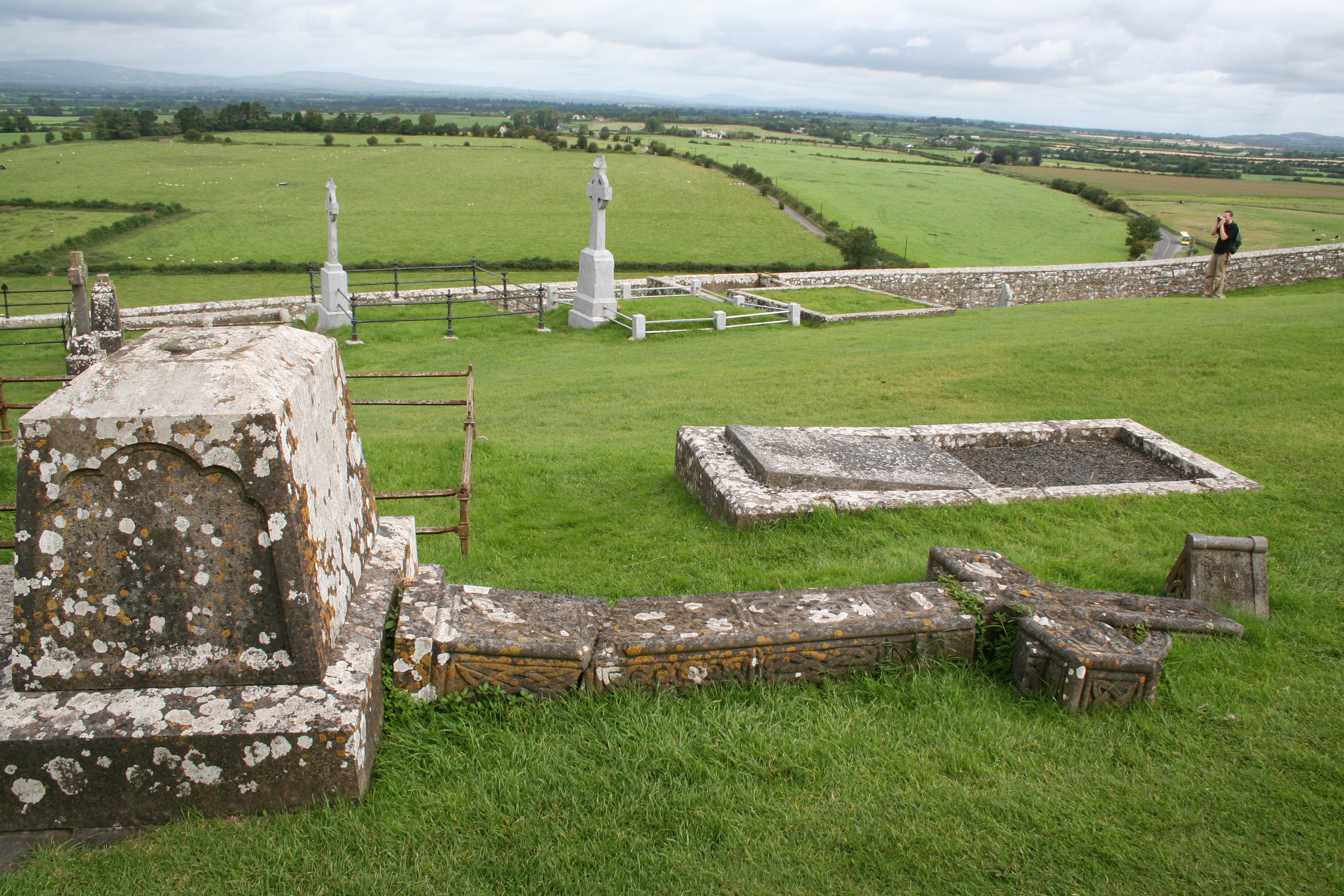
Haute croix effondrée

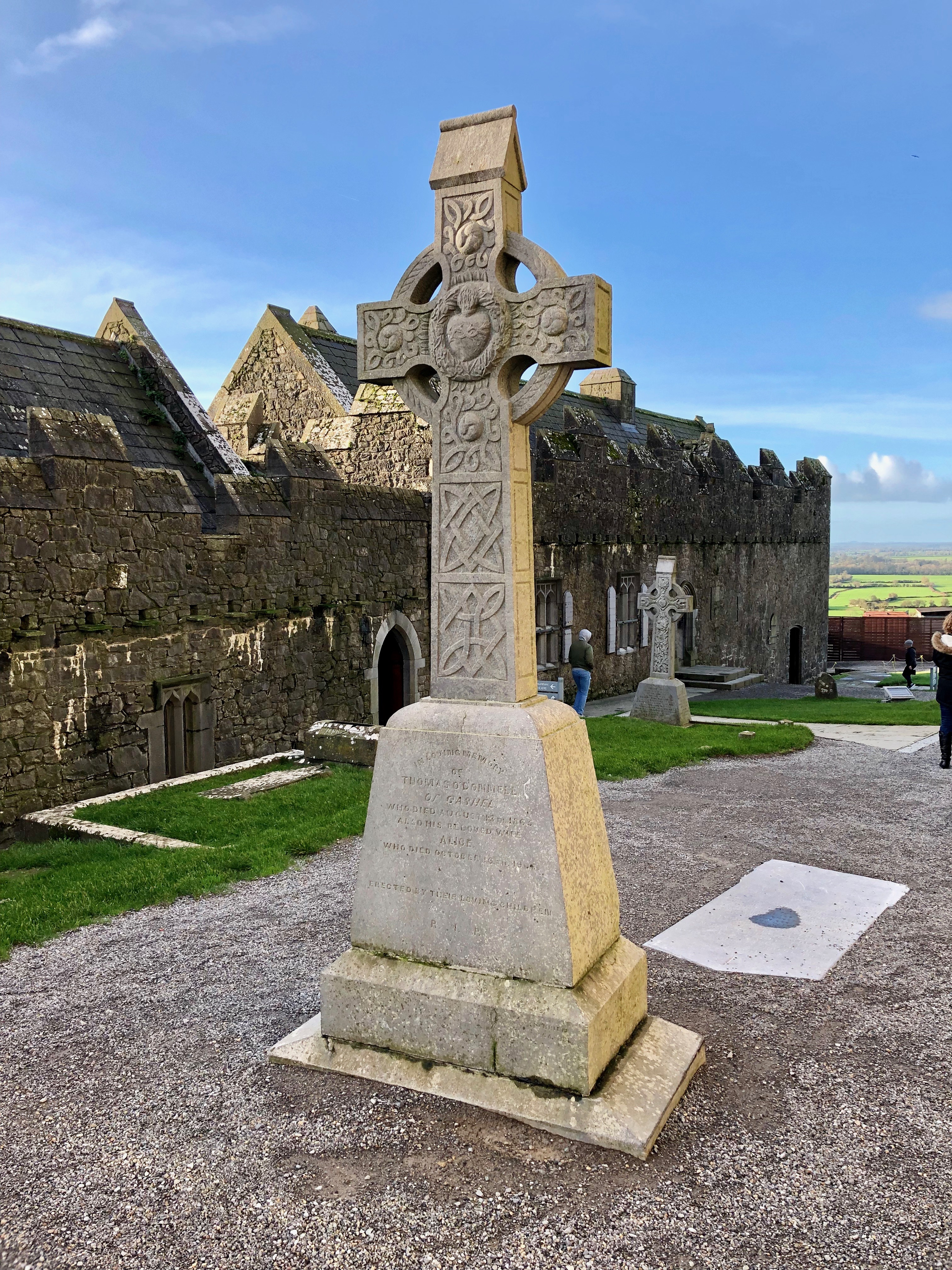
Haute croix du Rock of Cashel.

- La cathédrale, bâtie entre 1235 et 1270, suit un plan cruciforme. Elle comporte une nef dépourvue de bas-côtés et un clocher au-dessus de la croisée du transept. La nef s'arrête à l'ouest contre le château. En 1647, durant les guerres confédérées irlandaises, Cashel fut mise à sac par les troupes parlementaires commandées par Murrough O'Brien, 1er comte d'Inchiquin. Les troupes confédérées y furent massacrées, ainsi que le clergé catholique romain. L'armée d'Inchiquin dégrada également de nombreuses œuvres religieuses. En 1749 le toit principal de la cathédrale fut ôté par l'archevêque Arthur Price.

- La totalité du plateau, au sommet du rocher, est entourée de murs. Entre les bâtiments s'étend un vaste cimetière, parsemé de hautes croix. La croix de Scully construite en 1867 pour commémorer la famille Scully, en était la plus haute et l'une des plus célèbres. Elle a été foudroyée en 1976, et ses restes gisent auprès des murs[3].